# Felix Klein (Mathematiker)

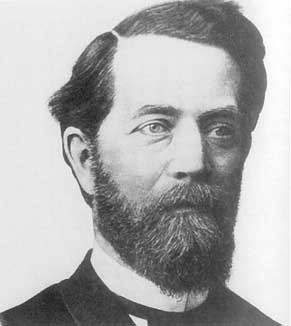
Felix Klein

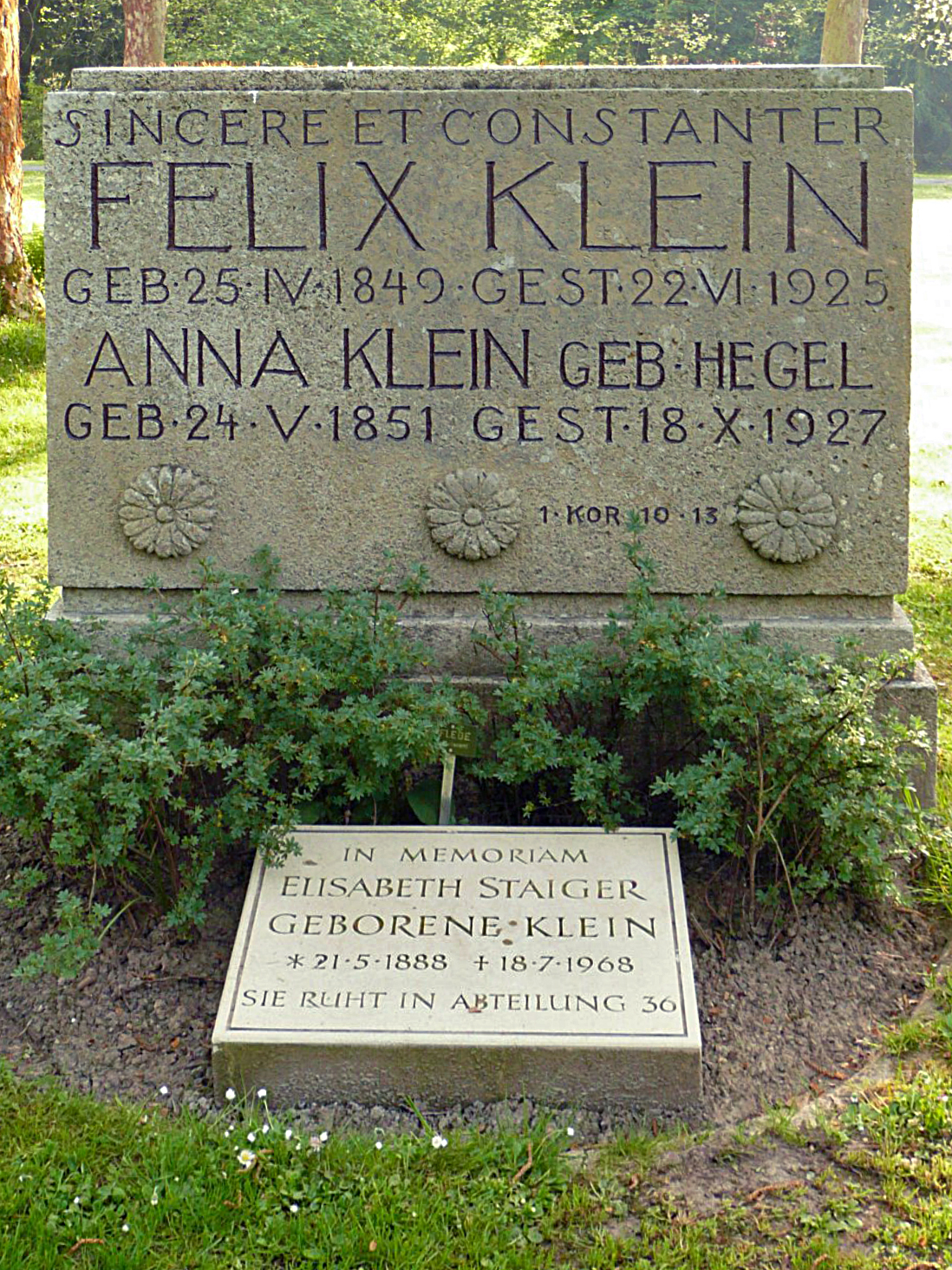
Grabstelle in Göttingen

Felix Christian Klein (* 25. April 1849 in Düsseldorf; † 22. Juni 1925 in Göttingen) war ein deutscher Mathematiker.
Felix Klein erzielte im 19. Jahrhundert bedeutende Ergebnisse in der Geometrie. Daneben machte er sich um die Anwendung der Mathematik und die Lehre verdient. Klein, der auch ein bedeutender Wissenschaftsorganisator war, sorgte wesentlich mit dafür, dass Göttingen zu einem Zentrum der Mathematik aufstieg.

## Leben, Studium und berufliche Laufbahn
Felix Klein wurde am 25. April 1849 in Düsseldorf in der Jägerhofstraße 11 geboren. Kleins Vater, Caspar Klein (1809–1889), war von preußisch-protestantischer Prägung und stammte aus Ennepetal im südlichen Westfalen. Er war Landrentmeister der Regierungshauptkasse in Düsseldorf, während Kleins Mutter aus Kreisen der Aachener Industrie stammte. Nach erstem Unterricht durch seine Mutter Sophie Elise, geborene Kayser (1819–1890), trat Felix Klein mit Vorkenntnissen im Lesen, Schreiben und Rechnen im Alter von sechs Jahren in eine private Elementarschule in Düsseldorf ein, um dann im Herbst 1857 in das katholische humanistische Königliche Gymnasium Düsseldorf überzuwechseln. Trotz dieser rein philologischen Erziehung fand sein früh erwachtes naturwissenschaftliches Interesse Anregungen in der Apotheke des Vaters seines Freundes und Klassenkameraden Wilhelm Ruer sowie auch in der kleinen Sternwarte der Stadt Düsseldorf mit deren Leiter Karl Theodor Robert Luther. Dazu ermöglichte ihm sein Vater einige Fabrikbesichtigungen.
Im Herbst 1865 begann Felix Klein das Studium der Mathematik und Naturwissenschaften an der Universität Bonn. Klein studierte bei Rudolf Lipschitz und Julius Plücker, dessen Assistent er wurde. Nach dem Tod Plückers übernahm Alfred Clebsch die Herausgabe seines unvollendeten Werkes und übertrug diese Arbeit an den begabten Klein. Klein wurde 1868 bei Plücker mit einem aus der Geometrie auf die Mechanik angewandten Thema promoviert.
1869 ging er an die Berliner Friedrich-Wilhelms-Universität und hörte dort eine Vorlesung von Leopold Kronecker über quadratische Formen. Er nahm an den mathematischen Seminaren von Ernst Eduard Kummer und Karl Weierstraß teil, wo er auch Sophus Lie kennenlernte, mit dem er befreundet war und 1870 zu einem Studienaufenthalt nach Paris ging. Infolge des Deutsch-Französischen Kriegs kehrte er nach Deutschland zurück. Er habilitierte sich 1871 bei Clebsch in Göttingen und blieb 1871/72 als Privatdozent in Göttingen. Auf Betreiben von Clebsch erhielt er 1872 einen Ruf auf eine Professur in Erlangen. Dadurch wurde der 23-jährige zum jüngsten Professor im damaligen Deutschen Reich. Sein weiterer beruflicher Weg führte ihn 1875 an die Technische Hochschule München.
Ebenfalls im Jahr 1875 heiratete er Anna Hegel, die Tochter des Historikers Karl Hegel und Enkelin des Philosophen Georg Wilhelm Friedrich Hegel.
1880 wurde er korrespondierendes Mitglied der Bayerischen Akademie der Wissenschaften. Im gleichen Jahr folgte Klein einem Ruf nach Leipzig als Professor für Geometrie. In diese Leipziger Zeit fiel seine fruchtbarste wissenschaftliche Schaffensperiode. So korrespondierte er mit Henri Poincaré und widmete sich gleichzeitig intensiv der Organisation des Lehrbetriebes. Diese Doppelbelastung führte schließlich im Jahr 1882 zu einem körperlichen Zusammenbruch, gefolgt von Depressionen in den Jahren 1883–1884.
1886 nahm er einen Ruf nach Göttingen an, wo er bis zu seinem Tod blieb. Hier wurde am 27. Mai 1888 seine Tochter Elisabeth geboren. In Göttingen widmete er sich intensiv vor allem wissenschaftsorganisatorischen Aufgaben, während der auf sein Hinwirken 1895 nach Göttingen berufene David Hilbert den Ruf der Universität als eines der damaligen Weltzentren der Mathematik weiter ausbaute. Ebenfalls im Jahr 1886 wurde er zum Mitglied der Leopoldina gewählt.

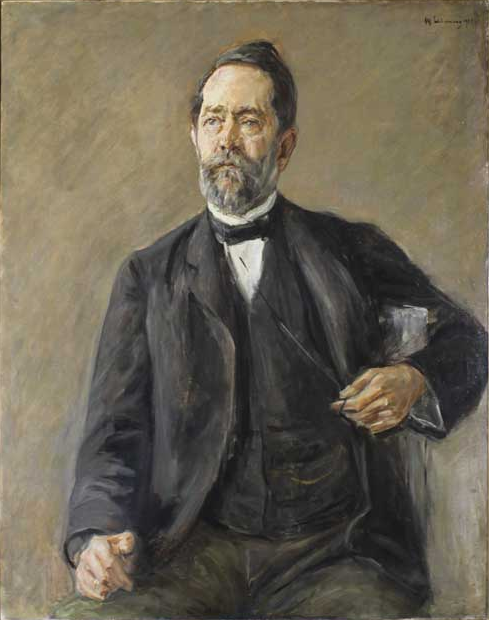
Felix Klein (1912): Porträt von Max Liebermann

1875 wurde Klein Ehrenmitglied der London Mathematical Society. 1897 wurde er korrespondierendes Mitglied der Académie des sciences in Paris; am 15. März 1915 wurde die Mitgliedschaft auf Beschluss der Akademie annulliert. 1898 wurde er mit dem Bayerischen Maximiliansorden für Wissenschaft und Kunst ausgezeichnet und in die National Academy of Sciences gewählt, 1904 in die American Academy of Arts and Sciences. Seit 1908 vertrat er die Universität Göttingen im Preußischen Herrenhaus. 1912 wurde ihm die Copley-Medaille verliehen. Ab 1913 war er korrespondierendes Mitglied der Preußischen Akademie der Wissenschaften. 1914 erhielt er den Ackermann-Teubner-Gedächtnispreis.
Ende 1924 wurde er zum ersten Träger des Ernst-Abbe-Gedächtnispreises für Mathematik und Physik sowie der damit verbundenen Ernst-Abbe-Medaille. Der Preis war 1921 von der Carl-Zeiss-Stiftung „zur Förderung der mathematischen und physikalischen Wissenschaften und deren Anwendungsgebieten“ begründet worden. Ebenfalls 1924 wurde Klein Ehrenmitglied der Deutschen Mathematiker-Vereinigung, deren Präsident er 1897, 1903 und 1908 gewesen war. Der Leningrader Physikalisch-Mathematischen Gesellschaft gehörte er ebenfalls als Ehrenmitglied an. 
Klein starb nach längerem Leiden am 22. Juni 1925 in Göttingen. Zu diesem Zeitpunkt galt er als „einer der berühmtesten deutschen Mathematiker“. Seine letzte Ruhestätte fand er dort auf dem Stadtfriedhof. Sein Nachlass wird vom Zentralarchiv deutscher Mathematiker-Nachlässe an der Niedersächsischen Staats- und Universitätsbibliothek Göttingen aufbewahrt.

## Wissenschaftliche Leistungen

### Geometrie und Erlanger Programm
Als Klein im Wintersemester 1872 nach Erlangen berufen wurde, gehörte er bereits zu den bedeutendsten Vertretern der Geometrie des 19. Jahrhunderts und hatte z. B. über projektive Geometrie, Plückers Liniengeometrie und nichteuklidische Geometrie gearbeitet. Seine wissenschaftliche Programmschrift wurde als sogenanntes Erlanger Programm bekannt. Es beruht auf Überlegungen von Klein und Lie und stellt eine Systematisierung der damals bekannten verschiedenen Geometrien dar. Damit wurden die euklidische und die nichteuklidischen Geometrien mit Hilfe der projektiven Geometrie in einen gemeinsamen Kontext gestellt. Klein betrachtete Gruppen von Transformationen der Ebene bzw. des Raumes auf sich. Er ordnete jeder Gruppe von Transformationen eine Geometrie zu, unter der bestimmte geometrische Eigenschaften (wie Orthogonalität, Parallelität) invariant bleiben. Auf diese Weise schuf er ein ordnendes System für die bis dahin bekannten Geometrien.

### Theorie des Ikosaeders und Gleichungen fünften Grades
Klein erkannte eine Verbindung zwischen algebraischen Gleichungen und der Invariantentheorie linearer Substitutionen. Bei diesen Beziehungen spielen die regulären Polyeder eine besondere Rolle. Klein hat sich besonders mit dem Ikosaeder befasst. Er erkannte, dass die Ikosaedergleichung eine Galoissche Gleichung darstellt und ihre Galoisgruppe mit der Gruppe der Ikosaederdrehungen isomorph ist. In seinem Buch über das Ikosaeder zeigt Klein das Zusammenspiel von Funktionentheorie, der Theorie algebraischer Gleichungen und der Gruppentheorie auf. Ein kurzer Abriss findet sich in seiner Elementarmathematik vom höheren Standpunkt.

### Funktionentheorie
Klein beschäftigte sich mit elliptischen Funktionen sowie mit den hyperelliptischen Funktionen (später als Abelsche Funktionen bezeichnet) und weiterhin mit der Riemannschen Funktionentheorie und der Theorie der automorphen Funktionen. Dabei gelangte er in einem freundschaftlichen Wettstreit mit Henri Poincaré zu einem wesentlichen Ergebnis in der Uniformisierungstheorie, wobei er allerdings durch seine Überlastung einen körperlichen und geistigen Zusammenbruch erlitt und Poincaré den „Sieg“ überlassen musste. Nach Kleins eigener Meinung war danach seine Laufbahn als aktiv Forschender vorbei. Die Verbindung mit Poincaré begann zwar damit, dass sich Klein über die Benennung einiger „seiner“ Gruppen durch den in der Literatur wenig bewanderten Poincaré nach Lazarus Fuchs ärgerte (was auch nicht besser wurde, als Poincaré zum Ausgleich andere Gruppen nach Klein benannte, da dies in Kleins Augen wieder ungerechtfertigt war), mündete dann aber in einen intensiven Briefwechsel. Merkwürdigerweise war es Poincaré und nicht Klein, der die nichteuklidische Geometrie im Wirken der Modulgruppe in der oberen komplexen Halbebene entdeckte.
Das Kleinsche Modell der nichteuklidischen (hyperbolischen) Ebene besteht aus den inneren Punkten des Einheitskreises E als Punkten und den Sehnen (ohne ihre Endpunkte) von E als Geraden.
Die Punkte des Poincaréschen Modells sind die Punkte der offenen oberen Halbebene (in der reellen Zahlenebene) und die Geraden sind die die reelle Achse senkrecht schneidenden Kreise (soweit in der oberen Halbebene gelegen), wozu auch die „uneigentlichen Kreise“ (d. h. Geraden) gehören.

### Anwendungen
Klein war auch sehr stark an den Anwendungen der Mathematik interessiert, die in der Enzyklopädie einen breiten Raum einnehmen. Er beschäftigte sich mit Fachwerken und anderen Anwendungen der Geometrie in der Mechanik und arbeitete mit seinem Schüler Arnold Sommerfeld an der Theorie des Kreisels, worüber sie ein umfangreiches, vierbändiges Standardwerk schrieben.
Als fast Siebzigjähriger arbeitete sich Klein noch in die Allgemeine Relativitätstheorie von Albert Einstein ein. Ein Großteil des zweiten Teils seiner Vorlesungen über die Entwicklung der Mathematik im 19. Jahrhundert zeugt von diesem Interesse. Außerdem wird dort und in der Encyklopädie der mathematischen Wissenschaften die zur Zeit der Veröffentlichung der Enzyklopädie beginnende Durchdringung der Physik mit Vektor- und Tensorrechnung deutlich. Besonders faszinierte ihn die Entdeckung seines Göttinger Kollegen Hermann Minkowski, dass hinter der speziellen Relativitätstheorie nichts anderes als nichteuklidische Geometrie steckt, eines von Kleins Lieblingsthemen. Außerdem begeisterte ihn die sich abzeichnende Anwendung der Gruppentheorie in der Physik, besonders durch einen Satz von Emmy Noether über den Zusammenhang von Symmetrien und Erhaltungssätzen, das Noether-Theorem. Klein publizierte auch über dieses Thema.

## Göttingen – Zentrum der Mathematik
Kleins Berufung nach Göttingen an die Georg-August-Universität wurde vom Ministerialdirektor Friedrich Althoff des preußischen Kulturministeriums betrieben. Althoff und Klein bauten in den folgenden Jahren die Göttinger Universität systematisch zu jenem weltweit wichtigsten mathematischen Zentrum aus, das es bis zur Vertreibung vieler deutscher Mathematiker durch die Nationalsozialisten bleiben sollte. Neben bedeutenden Mathematikern wie David Hilbert, Richard Courant, Hermann Minkowski, Hermann Weyl, Emmy Noether und anderen wurden später auch bedeutende Physiker wie Walther Nernst, Max Born, James Franck und Peter Debye an die Universität geholt. Die mathematische und auch die physikalischen Fakultät in Göttingen wurde so zum Vorbild vieler internationaler Forschungseinrichtungen.
1893 reiste Klein zum ersten Mal in die Vereinigten Staaten von Amerika (zum Evanston Kolloquium an der Northwestern University), weitere Reisen folgten und sicherten ihm einen großen Einfluss bei den amerikanischen Mathematikern, von denen viele nach Göttingen zum Studieren kamen. In den USA erhielt er Anregungen zu einer stärkeren Ausrichtung der Mathematik an der Universität hin zur Anwendung. Klein setzte in Göttingen um, was er in den USA gesehen hatte. Er suchte im Verein Deutscher Ingenieure, dessen Mitglied er war, den Kontakt zu den Ingenieuren und fand in Carl Linde und Henry Böttinger Partner, die Kontakte zur Industrie vermittelten. So war es möglich, mit Hilfe von Finanzierungen durch die Industrie eine Abteilung für technische Physik zu gründen. Im Jahre 1898 wurde dann die Göttinger Vereinigung zur Förderung der angewandten Physik gegründet, die erste Organisation in Deutschland, die Industrie und Universität verband. Durch weitere Aktivitäten kam es in den folgenden Jahren zu weiteren Institutsgründungen in Göttingen, die der Anwendung von Physik oder Mathematik gewidmet waren.
Weitere bedeutende Wissenschaftler kamen dadurch nach Göttingen, so z. B. der Hydrodynamiker Ludwig Prandtl und der angewandte Mathematiker Carl Runge.
Für das Verständnis der Rolle Kleins in der deutschen Mathematik Ende des 19. Jahrhunderts ist der Gegensatz der Schulen der Berliner Mathematiker (besonders Karl Weierstraß, Leopold Kronecker, Ernst Eduard Kummer) mit ihrer Betonung mathematischer Strenge und der Schule von Felix Klein (und seiner Lehrer, Alfred Clebsch und Julius Plücker), die geometrische und physikalische Untersuchungen bevorzugten, von Bedeutung. Das ging bis zu offen ausgetragenen Feindschaften, zum Beispiel in den Urteilen von Weierstraß (Klein würde eher naschen und wäre ein Blender) und Lazarus Fuchs (der das Ikosaeder-Buch von Klein als Kompilation im Feuilleton-Stil seiner eigenen Arbeit und der von Schwarz sah) als Felix Klein in der engeren Wahl um die Weierstraß-Nachfolge war (die Berliner setzten Hermann Amandus Schwarz durch). Der Gegensatz Berliner und Göttinger Mathematiker als dominierende Schulen in Deutschland hielt bis in die erste Hälfte des 20. Jahrhunderts an.

## Lehre
Felix Klein engagierte sich auch sehr für die Mathematikdidaktik. Schon in seiner Erlanger Zeit begann er sich mit der Lehre zu befassen und beschäftigte sich im Rahmen seiner Professuren immer mit der Organisation der Lehre und mit der Didaktik. Er studierte nicht nur die Geschichte des mathematischen Unterrichts, sondern informierte sich auch über die internationale aktuelle Entwicklung. Bereits 1894 trat Klein dem Verein zur Förderung des mathematischen und naturwissenschaftlichen Unterrichtes bei. Erst im Jahre 1900 wurden durch kaiserlichen Erlass schließlich die mathematisch-naturwissenschaftlichen Fächer den humanistischen an den deutschen Schulen formell gleichgestellt, nicht zuletzt durch Kleins Wirken.
Für die Umsetzung engagierte sich Klein weiterhin und entwickelte Reformvorschläge, die als Kleinsche Reform bekannt wurden und in den Meraner Vorschlägen von 1905 von offizieller Seite aufgenommen wurden. Er forderte die Stärkung des räumlichen Anschauungsvermögens, eine Erziehung zur Gewohnheit funktionalen Denkens und die Einführung der Infinitesimalrechnung als obligatorisches Unterrichtsthema (dieser letzte Punkt wurde erst 1925 umgesetzt).
Im Jahre 1908 wurde der Deutsche Ausschuß für mathematischen und naturwissenschaftlichen Unterricht (DAMNU) gegründet. Den Vorsitz des Ausschusses für die Lehrerbildung übernahm Klein. Im selben Jahr wurde auf internationaler Ebene die Internationale Mathematische Unterrichtskommission (IMUK) gegründet, deren Vorsitz ebenfalls Klein übernahm und bis 1916 innehatte. Von seinen pädagogischen Bemühungen zeugt auch seine dreibändige „Elementarmathematik vom höheren Standpunkt“, die sich an Lehrer wendet und in der sich viele Bemerkungen zur Mathematikpädagogik auch im internationalen Vergleich finden.
Auf ihn geht der heute noch gebräuchliche Begriff der Doppelten Diskontinuität zurück, welche die von vielen wahrgenommene Diskrepanz zwischen der an Schulen und an Universitäten gelehrten Mathematik beschreibt.
1897 hielt er einen Plenarvortrag auf dem ersten Internationalen Mathematikerkongress in Zürich zur Frage des höheren mathematischen Unterrichts.
Althoff war es, der Klein damit beauftragte, das Frauenstudium in Göttingen zu fördern. Zur damaligen Zeit war es Frauen – wenn überhaupt – nur mit großen Schwierigkeiten möglich zu studieren. Sofja Kowalewskaja, die in Berlin bei Karl Weierstraß studierte, konnte in Berlin nicht promovieren; so kam sie an die Göttinger Universität. Die erste Frau, die in Göttingen bei Klein promovierte, war Grace Chisholm.

## Schriften
Kleins Arbeitsweise war derart, dass er seine Ideen in Vorlesungen ausführte und von ihm ausgesuchte Studenten diese dann ausarbeiteten. So entstand eine Reihe von Büchern und Vorlesungsskripten, die in Leipzig und Göttingen weite Verbreitung fanden. Beispiele sind seine in der Grundlehren-Reihe des Springer Verlages erschienenen Vorlesungen über nichteuklidische Geometrie (1928). Außerdem verfasste er mit Robert Fricke die umfangreichen Monographien „Vorlesungen über die Theorie der elliptischen Modulfunktionen“ Band 1 u. 2 (B. G. Teubner 1890, 1892) und Vorlesungen über die Theorie der automorphen Funktionen (B. G. Teubner 1902, zwei Bände) und ein umfangreiches mehrbändiges Werk über die Theorie des Kreisels mit Arnold Sommerfeld. Noch in jüngerer Zeit wiederaufgelegt wurden seine dreibändige Elementarmathematik vom höheren Standpunkt und seine Vorlesungen über das Ikosaeder, in denen er Galoissche Gleichungstheorie mit Funktionentheorie und geometrischen Anwendungen der Gruppentheorie verbindet. Eine Sammlung seiner Vorlesungausarbeitungen befindet sich im Mathematischen Institut der Universität Göttingen.
Klein hat nicht nur zahlreiche Schriften und Lehrbücher verfasst, sondern war auch als Herausgeber aktiv: Die Zeitschrift Mathematische Annalen, gegründet von Alfred Clebsch und Carl Gottfried Neumann im Jahre 1868, wurde ab 1876 durch ihn herausgegeben.
Er pflegte über die Jahre eine enge Zusammenarbeit mit dem Verlag B. G. Teubner in Leipzig. Ein weiteres Hauptwerk war die Herausgabe (mit Franz Meyer) der Encyclopädie der mathematischen Wissenschaften mit Einschluß ihrer Anwendungen. Hier konnte Klein durch seine weitreichenden Kontakte die besten Autoren verpflichten. Als Spätwerke sind die Herausgabe seiner Gesamtwerke zu benennen sowie zwei Bände Vorlesungen über die Entwicklung der Mathematik im 19. Jahrhundert, Julius Springer Verlag, die 1926 und 1927 aus dem Nachlass erschienen (die Vorlesungen hielt er während des Ersten Weltkriegs). Außerdem war er einer der Initiatoren und Herausgeber der Werke von Carl Friedrich Gauß.
Die wichtigsten Werke sind:
- Vergleichende Betrachtungen über neuere geometrische Forschungen. Deichert, Erlangen 1872 (Digitalisat und Volltext im Deutschen Textarchiv)
- Über Riemann’s Theorie der Algebraischen Functionen und ihrer Integrale. Teubner, Leipzig 1882 (Digitalisat und Volltext im Deutschen Textarchiv)
- Vorlesungen über das Ikosaeder und die Auflösung der Gleichungen vom fünften Grade. B. G. Teubner, Leipzig 1884
- Nicht-Euklidische Geometrie (2 Teile). B. G. Teubner, Leipzig 1890
- mit Robert Fricke: Vorlesungen über die Theorie der elliptischen Modulfunktionen (2 Bände). B. G. Teubner, Leipzig 1890 und 1892
- The Evanston Colloquium. Lectures on Mathematics delivered from August 28 to September 9, 1893 before members of the congress of mathematics held in connection with the world’s fair in Chicago. Macmillan, New York 1894
- Vorträge über ausgewählte Fragen der Elementargeometrie, Leipzig: Teubner 1895 (englische Übersetzung: Famous problems of elementary geometry, Ginn and Company, 1897)
- Mit Arnold Sommerfeld: Über die Theorie des Kreisels (4 Hefte). B. G. Teubner, Leipzig 1897–1910
- The mathematical theory of the top, Scribners 1897 (Princeton Lectures)
- mit Robert Fricke: Vorlesungen über die Theorie der automorphen Funktionen (2 Bände in 4 Lieferungen). B. G. Teubner, Leipzig 1897, 1901, 1911, 1912
- Elementarmathematik vom höheren Standpunkte aus. 3 Bände. B. G. Teubner, Leipzig 1908, 1909, Springer Berlin 1928
- Gesammelte mathematische Abhandlungen. 3 Bände. Julius Springer Verlag, Berlin 1921, 1922 und 1923
- Vorlesungen über die Entwicklung der Mathematik im 19. Jahrhundert (2 Bände), Julius Springer Verlag, Berlin 1926 und 1927
- Vorlesungen über höhere Geometrie, Springer Verlag, Grundlehren der mathematischen Wissenschaften 1926
- Vorlesungen über nichteuklidische Geometrie, Grundlehren der mathematischen Wissenschaften, Springer Verlag 1928
- Vorlesungen über die hypergeometrische Funktion. Springer, 1933 (Grundlehren der mathematischen Wissenschaften)

Aufsatzsammlungen
- Gesammelte mathematische Abhandlungen. Hrsg. von Robert Fricke, A. Ostrowski, Hermann Vermeil,  Erich Bessel-Hagen. Band 1–3. Berlin: Springer; Reprint der Ausg. Berlin 1922. (Springer Collection Works in Mathematics.)
  1. Liniengeometrie – Grundlegung der Geometrie zum Erlanger Programm. 1922.
  2.  Anschauliche Geometrie – Substitutionsgruppen und Gleichungstheorie – Zur Mathematischen Physik.
  3. Elliptische Funktionen, Insbesondere Modulfunktionen – Hyperelliptische und Abelsche Funktionen – Riemannsche Funktionentheorie und Automorphe Funktionen.

Einige online zugängliche Schriften von Klein
- Felix Klein: Gesammelte mathematische Abhandlungen, 3 Bände.
- Felix Klein (bearb. Walther Rosemann): Vorlesungen über Nichteuklidische Geometrie
- Felix Klein (bearb. Wilhelm Blaschke): Vorlesungen über höhere Geometrie
- Felix Klein: Elementarmathematik vom höheren Standpunkte aus, 3 Bände.
- Felix Klein: Vorlesungen über die Entwicklung der Mathematik im 19. Jahrhundert
- Felix Klein: Vorlesungen über die hypergeometrische Funktion
- Felix Klein: Vergleichende Betrachtungen über neuere geometrische Forschungen, Erlanger Programm 1872, Digitalisat und Volltext im Deutschen Textarchiv, Projekt Gutenberg
- Erlanger Programm als htm Datei
- Über Riemanns Theorie der algebraischen Functionen (Projekt Gutenberg)
- Gesammelte mathematischen Abhandlungen und die Vorlesungen über das Ikosaeder BNF.fr
- Inhalt der Gesammelten Abhandlungen Mathdoc.fr
- Verzeichnis mit Vorlesungen von Fritz Klein (darunter die Vorlesung über das Ikosaeder,  und die Theorie der elliptischen Modulfunktionen mit Robert Fricke) Cornell University Library

## Sonstiges
Zu Ehren von Klein wird der Felix Klein Prize der European Mathematical Society und des Fraunhofer ITWM (Fraunhofer Institute for Industrial Mathematics), Kaiserslautern, verliehen und die Felix Klein Medal (für Lebensleistung in Mathematikpädagogik) der International Commission for Mathematical Instruction. Ferner ist Felix Klein Namensgeber für das Felix-Klein-Zentrum für Mathematik, eine institutionelle Verbindung des Fraunhofer ITWM und des Fachbereichs für Mathematik der Technischen Universität Kaiserslautern, für das Felix-Klein-Gymnasium in Göttingen sowie für den Felix-Klein-Hörsaal an der Heinrich-Heine-Universität in Kleins Geburtsstadt Düsseldorf, ebenso an der Universität Leipzig. Seit 2000 ist der Asteroid (12045) Klein nach Klein benannt.
Kleins Tochter Sophie wurde die Ehefrau des Juristen Eberhard Hagemann, der Oberpräsident der Provinz Hannover und Landgerichtspräsident in Verden war.